# Marčana
Marčana (italienisch Marzana) ist ein Dorf und ein Stadtbezirk im Süden der Gespanschaft Istrien, Kroatien. Die Gemeinde hat laut Volkszählung 2021 4250 Einwohner.

## Persönlichkeiten
- Edouard Calic (1910–2003), Historiker; geboren in Marčana